# Carl von Kraus
Carl von Kraus (født 20. april 1868 i Wien, død 9. april 1952 i München) var en østrigsk filolog.
von Kraus blev 1902 ekstraordinær professor ved tyske universitet i Prag og 1917 ordentlig professor i München i tysk filologi. Kraus var frem for alt middelalderforsker; blandt hans arbejder må nævnes Deutsche Gedichte des 12. Jahrhunderts (1894), Das sogenannte zweite Büchlein und Hartmanns Werke (1898), Metrische Untersuchungen (1902), Heinrich von Veldeke und die mittelhochdeutsche Dichtersprache (1899), Der heilige Georg des Reinbot von Durne (1907) og Die Lieder Reimars des alten (3 bind, 1919). Han var ligeledes virksom som udgiver.